# توون گورتس
توون گورتس (انگلیسی: Toon Geurts; ۲۹ february ۱۹۳۲ – ۵ اکتبر ۲۰۱۷ (۸۵ ساله)) ورزشکار اهل پادشاهی هلند بود.
وی در مسابقات کشوری و بین‌المللی در مجموع برندهٔ ۱ مدال نقره شده‌است.